# Конволюция
Конволюция (от лат. convolutus, pp. от convolvere – оплитам, усуквам) между две функции се нарича интегралът
{\displaystyle s(t)=f(t)*g(t)=\int \limits _{-\infty }^{\infty }f(t-\tau )g(\tau ){\rm {d}}\tau },
където {\displaystyle f\,} и {\displaystyle g\,} са функции, интегрируеми в интервала {\displaystyle \{+\infty ,-\infty \}}, а знакът {\displaystyle *\,} бележи конволюция.
Конволюцията се среща често, когато се използва преобразование на Фурие, тъй като при преобразование на Фурие произведението на две функции се трансформира в конволюция на индивидуалните трансформации на двете функции. С други думи ако {\displaystyle {\hat {f}}\,} и {\displaystyle {\hat {g}}\,} образите на функциите {\displaystyle f\,} и {\displaystyle g\,}, то за трансформацията на тяхното произведение е в сила следното равенство
{\displaystyle {\widehat {f\cdot g}}={\hat {f}}*{\hat {g}}.}
Конволюцията може да бъде както между функции на една променлива, така и между функции на няколко променливи. Тогава за всяка променлива {\displaystyle \tau _{i}\,} се въвежда съответно отместване {\displaystyle t_{i}\,} и се интегрира по всяка променлива {\displaystyle {\rm {d}}\tau _{i}\,}. Например за функции на две променливи пълната конволюция е
{\displaystyle f(x,y)*g(x,y)=\int \limits _{-\infty }^{\infty }\int \limits _{-\infty }^{\infty }f(x-\xi ,y-\zeta )g(\xi ,\zeta ){\rm {d}}\xi {\rm {d}}\zeta }

## Интерпретация
За интуитивно разбиране на същността на конволюцията помага следната интерпретация. Едната функция, например {\displaystyle f\,} се инвертира ({\displaystyle f(x)\rightarrow f(-x)}) и се отмества спрямо другата на отстояние {\displaystyle t\,} и се изчислява определения интеграл от произведението между отместената и неотместената функция. Резултатът е стойността на конволюцията за даденото отместване между двете функции. За различна стойност на отместването {\displaystyle t\,} конволюцията има различна стойност, т.е. конволюцията е функция на отместването.
На графиката е дадена за пример конволюцията между две правоъгълни функции, зададени чрез
{\displaystyle f(t)=g(t)={\begin{cases}1\quad t\in [-0,5;0,5]\\0\quad t\notin [-0,5;0,5]\end{cases}}.}
Когато отместването между двете функции е под -1 интервалите, в които те са с ненулева стойност, не се застъпват, следователно произведението им е равно на 0 и интегралът също има стойност 0. Когато отместването стане -1 интервалите, в които функциите имат ненулева стойност се застъпват и стойността на конволюцията започва да расте. В жълто е оцветено застъпването между двете функции. Стойността на конволюцията е равна на площта на оцветената в жълто област. Когато отместването стане равно на нула интегралът придобива максималната стойност, равна на 1. От там насетне стойността му намалява до нула за отместване 1. За по-големи отмествания стойността на конволюцията е 0.

## Свойства на конволюцията
Комутативност
{\displaystyle f*g=g*f\,}
Асоциативност
{\displaystyle f*(g*h)=(f*g)*h\,}
Дистрибутивност
{\displaystyle f*(g+h)=f*g+f*h\,}
Асоциативност със скаларен параметър
{\displaystyle a(f*g)=(af)*g=f*(ag)\,}
Ако {\displaystyle \delta \,} импулсната функция на Дирак, която се дефинира като
{\displaystyle \delta (t)={\begin{cases}\infty \ &t=0\\0&t\neq 0\end{cases}}\quad ;\quad \int \limits _{-\infty }^{\infty }\delta (t){\rm {d}}t=1,}
в сила е следното равенство
{\displaystyle f*\delta =f\,}

## Приложения
Конволюцията намира приложение в много математически, инженерни и физични задачи.
- В теорията на линейните системи изходният сигнал на линейна инвариантна система може да бъде описан като конволюция между входния сигнал и импулсната характеристика на системата. Импулсна характеристика се нарича изходният сигнал на системата, ако входният сигнал е безкрайно кратък импулс.
- В оптиката ако предмет хвърля сянка върху екран, формата на сянката може да се представи като конволюция между формата на източника на светлина и формата на предмета. В този случай конволюцията се дефинира в две измерения.
- При цифрова обработката на изображения конволюцията се използва в алгоритми за намиране на контурите на обекти.